# Marbella Open 1997
Il Marbella Open 1998 è stato un torneo di tennis giocato sulla terra rossa. 
È stata la 3ª edizione dell'Open de Tenis Comunidad Valenciana,
che fa parte della categoria World Series nell'ambito dell'ATP Tour 1997. 
Si è giocato a Marbella in Spagna,dall'8 settembre al 15 settembre 1997.

## Campioni

### Singolare
Albert Costa ha battuto in finale  Alberto Berasategui con il punteggio di 6–3, 6–2

### Doppio
Karim Alami /  Julián Alonso hanno battuto in finale  Alberto Berasategui /  Jordi Burillo con il punteggio di 4–6, 6–3, 6–0